# Third Degree
The Clique, (antes conocidos como Third Degree), son un dúo de pop-R&B, que consiste en Jacinta Gulisano y Jordan Rodrigues. Ellos fueron formados en 2013 en la quinta temporada del programa The X Factor Australia. Gulisano y Rodrigues cantan y rapean. Además los dos son bailarines.

## Historia

### 2013: Third Degree
Los tres integrantes audicionaron como solistas. Cada uno pasó a la etapa de Bootcamp, pero fueron eliminados en esa etapa. Sin embargo, los jueces los llamaron de vuelta, para formar una banda para la categoría de Grupos. Todos los integrantes al saber que serían parte de un grupo, no se veían muy contentos. Third Degree entró en el tercer día de Bootcamp, donde cantaron «No Diggity» de Blackstreet en frente de los jueces y un público de mil personas. Con una ovación de pie, los jueces los clasificaron a la etapa de Home Visits. Durante esta etapa cantaron «Can't Hold Us» de Macklemore y Ryan Lewis en frente de su mentora Natalie Bassingthwaighte y mentor invitado Guy Sebastian. Bassingthwaighte los eligió a ellos junto con JTR y Adira-Belle para su categoría a los shows en vivo consistente de 10 semanas donde los concursantes son eliminados semana por semana por el voto del público.
La primera semana de shows en vivo cantaron «#thatPOWER» de will.i.am y Justin Bieber, elegida por su mentora Natalie, y tuvieron una reacción positiva de los jueces y el público. En la semana seis se batieron junto a sus compañeros en un duelo de canto, después de caer en el Bottom Two por tener los votos del público más bajos, pero fueron salvados por Ronan Keating, Redfoo y Dannii Minogue que eligieron eliminar a JTR. Después de la eliminación de Adira-Belle y JTR, Third Degree fue el único grupo que quedaba en su categoría. En la semana 8 de los shows en vivo, Third Degree cayó de nuevo en el Bottom Two junto a Jiordan Tolli. Los jueces no se decidieron y con un empate en los votos para eliminar, la decisión la enviaron a Deadlock para que el voto del público decidiera quien se iba eliminado; Jiordan Tolli fue eliminada, ya que tenía menos votos. En la etapa de Semifinales, Third Degree cantó «Give Me Everything» de Pitbull y «Pound The Alarm» de Nicki Minaj, recibiendo una reacción positiva de los jueces. A pesar de esto, cayeron de nuevo en el Bottom Two junto a Taylor Henderson. Los votos de los jueces llevaron al desempate del voto del público, donde Taylor consiguió más votos y pasó a la final, lo que resultó en la eliminación de Third Degree; esto los posicionó en el cuarto lugar de la competencia.

#### Recorrido enThe X Factor
denota que alcanzó la lista de Sencillos ARIA.      denota que estuvieron en el Bottom Two.
Third Degree cantó las siguientes canciones en The X Factor:
| Show             | Tema                        | Canción                           | Cantante/Grupo Original | Orden | Resultado                      |
| ---------------- | --------------------------- | --------------------------------- | ----------------------- | ----- | ------------------------------ |
| Super Bootcamp 3 | N/A                         | “No Diggity”                      | Blackstreet             | N/A   | Avanzan a la etapa Home Visits |
| Home Visits      | Libre elección              | "Can't Hold Us"                   | Macklemore y Ryan Lewis | N/A   | Avanzan a los Shows en vivo    |
| Semana 1         | Elegido por el Mentor       | "#thatPOWER"                      | will.i.am               | 1     | A Salvo                        |
| Semana 2         | Legendas                    | "Till the World Ends"             | Britney Spears          | 10    | A Salvo                        |
| Semana 3         | Top 10 Hits                 | "Wild"                            | Jessie J                | 1     | A Salvo                        |
| Semana 4         | Lo Último y lo Mejor        | "Love the Way You Lie"            | Rihanna                 | 7     | A Salvo                        |
| Semana 5         | Rock                        | "By the Way"                      | Red Hot Chili Peppers   | 2     | A Salvo                        |
| Semana 6         | Héroes Familiares           | "Smooth Criminal"                 | Michael Jackson         | 1     | Bottom Two                     |
| Semana 6         | Duelo de Canto (Bottom Two) | "Dedication to My Ex (Miss That)" | Lloyd                   | 2     | A Salvo                        |
| Semana 7         | Desafío de los Jueces       | "Pump It"                         | The Black Eyed Peas     | 6     | A Salvo                        |
| Semana 8         | Hits Australianos           | "Battle Scars"                    | Guy Sebastian           | 4     | Bottom Two                     |
| Semana 8         | Duelo de Canto (Bottom Two) | "Thrift Shop"                     | Macklemore y Ryan Lewis | 2     | A Salvo por el público         |
| Semifinal        | Poder y Pasión              | "Give Me Everything"              | Pitbull                 | 1     | Bottom Two                     |
| Semifinal        | Poder y Pasión              | "Pound the Alarm"                 | Nicki Minaj             | 6     | Bottom Two                     |
| Semifinal        | Duelo de Canto (Bottom Two) | "Crazy in Love"                   | Beyoncé Knowles         | 2     | Eliminados                     |

### Después deThe X Factor
Cuatro días después que terminara The X Factor, el 1 de noviembre, se anunció que Third Degree firmó contrato con Sony Music Australia. El 23 de noviembre, se embarcó en el The X Factor Live Tour con Jiordan Tolli, Taylor Henderson, Dami Im y Jai Waetford. Third Degree lanzó su primer sencillo «Different Kind of Love» y alcanzó la posición 22 en las listas Australianas. El 7 de marzo de 2014 se anunció que Kelebek dejó el grupo para ser solista, dejando a Gulisano y Rodrigues como dúo.

### 2014: The Clique
El 22 de mayo de 2014 Gulisano y Rodrigues anunciaron en un video que pusieron en sus páginas de Youtube y Facebook que habían cambiado su nombre a The Clique. Su primera canción como The Clique se titula "Live the Life" y fue lanzado independientemente el 12 de junio de 2014.

## Influencias musicales
Jacinta cita Beyoncé, Jessie J, Michael Jackson y The Black Eyed Peas como sus influencias. Jordan cita Michael Jackson, Usher y Chris Brown como sus influencias.

## Integrantes

### Jacinta Gulisano
Jacinta Gulisano nacida el 23 de octubre de 1993 (20 años) es de Sídney, Nueva Gales del Sur. Gulisano fue semifinalista de la tercera temporada de Australia's Got Talent como miembro del trío Soundcheck. A fines del 2012 audicionó para Hi-5 y pasó al Top 10. En marzo del 2013 apareció en la película de Hi-5, Some Kind of Wonderful basado en las audiciones del mismo programa. Estudió en Aquinas Vollege que queda en Menai, Nueva Gales del Sur. Jacinta terminó sus estudios superiores en The Talent Development High School. Antes de audicionar en The X Factor, Jacinta era profesora de canto y de baile. Su audición en The X Factor, fue la canción «Laserlight» de David Guetta y Jessie J. Su audición en Bootcamp fue un medley de «Who’s Lovin’ You» de los Jackson 5 y «Telephone» de Lady Gaga y Beyoncé. Su pareja actual es Jordan Rodrigues, protagonista del drama juvenil Australiano «Dance Academy».

### Jordan Rodrigues
Jordan Rodrigues nacido el 11 de julio de 1995 (18 años) es de Melbourne, Victoria. Su primera audición en The X Factor fue «DJ Got Us Fallin' In Love» de Usher. Su audición en la etapa Bootcamp fue «Lately» de Stevie Wonder.

## Exintegrantes

### Kelebek
Vanessa "Kelebek" Skrypczak, nacida el 29 de mayo de 1995 (20 años) es de Albury, Nueva Gales del Sur. Kelebek es rapera pero también tiene la habilidad vocal de cantar. Kelebek es descendiente alemán y filipino. Ella audicionó en la cuarta temporada de The X Factor Australia con su nombre real Vanessa Skrypczak; clasificó a los 24 Mejores y fue puesta en una girl-band llamada Black Ivory, pero ella renunció del programa antes de la etapa Home Visits. Volvió a audicionar en 2013 con la canción «Good Feeling» de Flo Rida. Su audición en Bootcamp fue la canción «Change Your Life» de Little Mix.

## Tours
- The X Factor Live Tour (2013)

## Discografía

### Third Degree

#### Sencillos
| Título de la canción     | Año  | Peak en Listas Musicales | Certificationes | Álbum |
| Título de la canción     | Año  | AUS                      | Certificationes | Álbum |
| ------------------------ | ---- | ------------------------ | --------------- | ----- |
| "Different Kind of Love" | 2013 | 22                       | -               | —     |

#### Otros sencillos
| Título de la canción | Año  | Peak en Listas Musicales | Álbum |
| Título de la canción | Año  | AUS                      | Álbum |
| -------------------- | ---- | ------------------------ | ----- |
| "Pump It"            | 2013 | 84                       | —     |
| "Pound the Alarm"    | 2013 | 96                       |       |

### The Clique

#### Sencillos
| Título de la canción | Año  | Peak en Listas Musicales | Certificationes | Álbum |
| Título de la canción | Año  | AUS                      | Certificationes | Álbum |
| -------------------- | ---- | ------------------------ | --------------- | ----- |
| "Live the Life"      | 2014 | -                        | -               | —     |

## Premios y nominaciones
| Año  | Tipo                  | Premio                      | Resultado |
| ---- | --------------------- | --------------------------- | --------- |
| 2013 | Poprepublic.tv Awards | Grupo Australiano Favorito  | Nominados |
| 2013 | Poprepublic.tv Awards | Artista Revelación del 2013 | Nominados |